# Калініно (Баймацький район)
Калі́ніно (рос. Калинино, башк. Калинин) — присілок (колишнє село) у складі Баймацького району Башкортостану, Росія. Входить до складу Сібайської сільської ради.
Присілок заснований 1907 року переселенцями-старовірами із Оренбурзької губернії.
Населення — 388 осіб (2010; 357 в 2002).
Національний склад:
- росіяни — 45%
- башкири — 43%